# Oceánie
Oceánie, též Austrálie a Oceánie, je geografický region, který je popisován jako kontinent. Zahrnuje Austrálii (hlavní pevnina a jí přilehlé ostrovy) a tři ostrovní skupiny – Melanésii, Mikronésii a Polynésii. Nachází se na severní i jižní, východní i západní polokouli. Odhaduje se, že má rozlohu asi 9 milionů kilometrů čtverečních s více než 46 miliony obyvatel. Ve srovnání s ostatními kontinenty je Oceánie rozlohou nejmenší a po Antarktidě druhá nejméně osídlená.
Tvoří ji přes 20 000 tichomořských ostrovů a z politických i jiných důvodů se k ní počítá i Austrálie. Někdy se tato oblast označuje jako Austrálie. Souvisejícím označením, v češtině zřídka užívaným, je Australasie.

## Vymezení pojmu

Regiony Oceánie

Vymezení pojmu Oceánie není úplně jednoznačné. Za Oceánii se obvykle považuje oblast Tichého oceánu, která se nachází východně od Asie a leží mezi oběma obratníky. Obvykle se člení na Austrálii, Melanésii, Polynésii, Mikronésii, případně ještě Nový Zéland (jinak řazený pod Polynésii). Nový Zéland však není začleňován do Oceánie vždy, protože ze sociálního a ekonomického hlediska patří mezi vyspělé země světa.

## Původ ostrovů v Oceánii
V Oceánii se v hojném počtu vyskytují všechny tři základní typy ostrovů:
- Kontinentální – byly kdysi součástí kontinentu. Patří mezi ně největší ostrovy – Nová Guinea, Nový Zéland, Nová Kaledonie a Tasmánie.
- Sopečné ostrovy – menší vysoké ostrovy, tvořené často vrcholy podmořských sopek. Havajské ostrovy (nejvyšší hory na zeměkouli), Tahiti…
- Korálové ostrovy (atoly) – jejich vznik vysvětluje Darwinova teorie vzniku atolů (pokles podmořské sopky → koráli stavějí útes do výšky…). Proto mají atoly většinou tvar prstence. Největší klasický atol na světě je Kiritimati (Vánoční ostrov) ve státě Kiribati (rozloha 323 km²).[2]

## Statistika

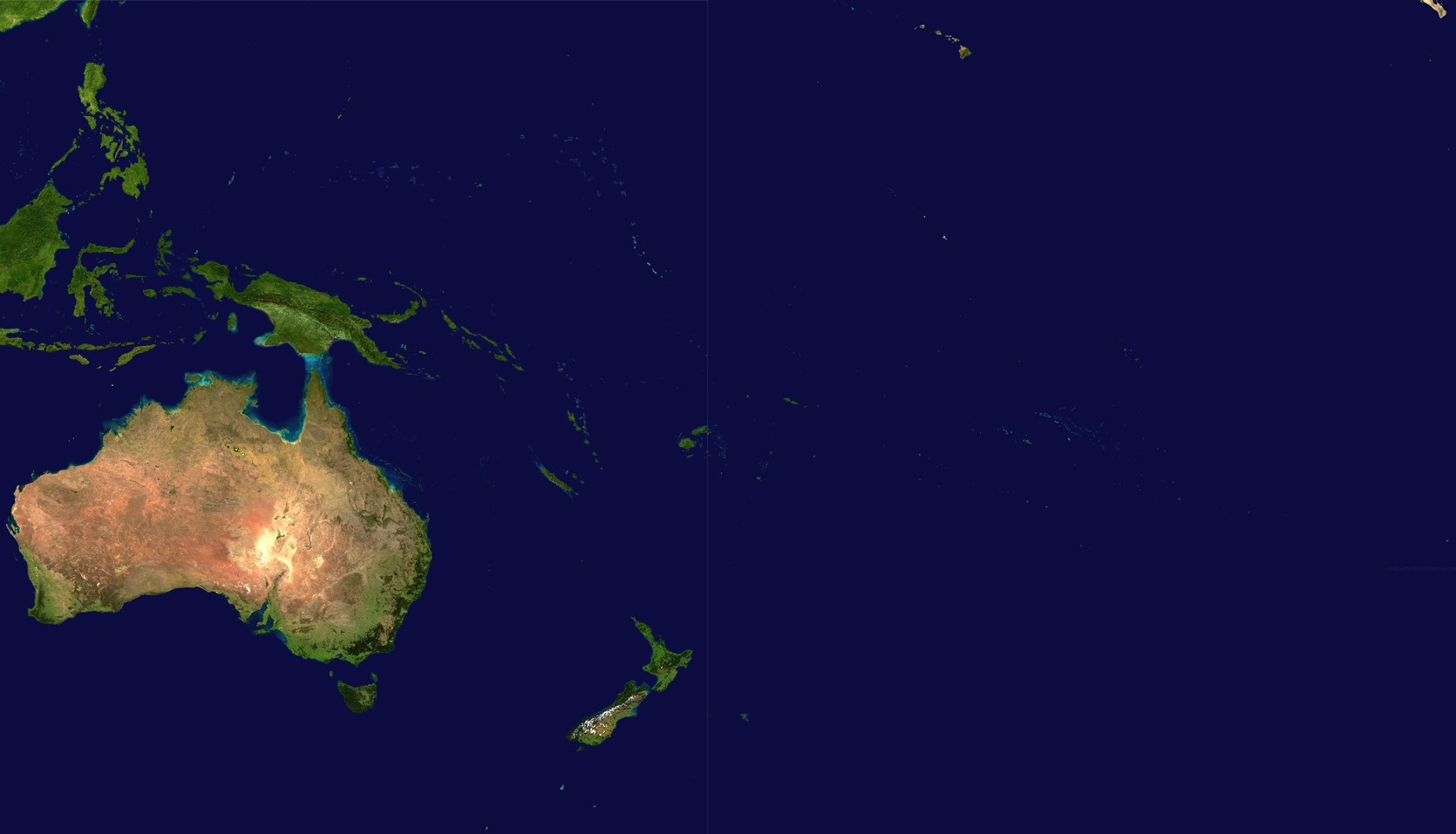
Oceánie na satelitním snímku

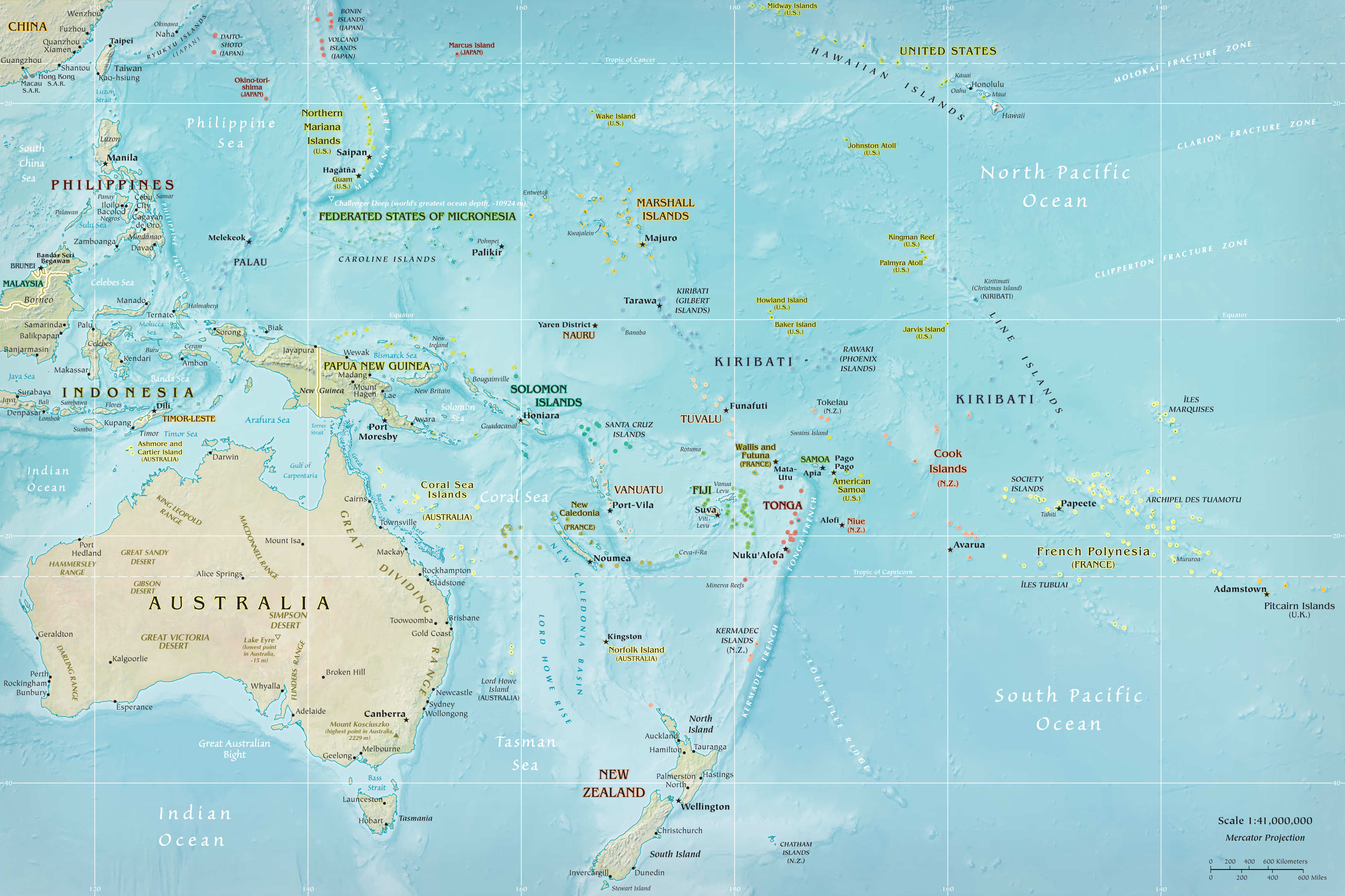
Mapa Oceánie

### Obecně
- Rozloha: 8 525 989 km²
- Počet obyvatel: cca 37 mil.
- Hustota obyvatelstva: 7,26 obyvatel na km²
- Střední výška: 340 m n. m.
- Nejvyšší vrchol: Puncak Jaya, Nová Guinea, Indonésie, 4884 m n. m.
- Nejdelší řeka: Murray, Austrálie, délka 3370 km
- Největší jezero: Eyre, Austrálie, 9500 km²

### Největší státy
- Austrálie 7 747 400 km²
- Indonésie (pouze východní část), 960 000  km²
- Papua Nová Guinea 451 515 km²
- Nový Zéland 268 680 km2
- Šalomounovy ostrovy 29 785 km²
- Nová Kaledonie 19 103 km²
- Fidži 18 274 km²

### Nejlidnatější města:
- Sydney 4 750 000
- Melbourne 4 200 000
- Brisbane 1 850 000
- Perth 1 500 000

### Rozloha
Rozloha podle knihy Školní Atlas dnešního světa, 2001 (vlastní odečet):
- Austrálie a Oceánie: 8 513 268 km2
- Austrálie bez Oceánie (Australský svaz): 7 692 030 km2
- „Oceánie“ samotná: 821 328 km2

## Seznam států a území

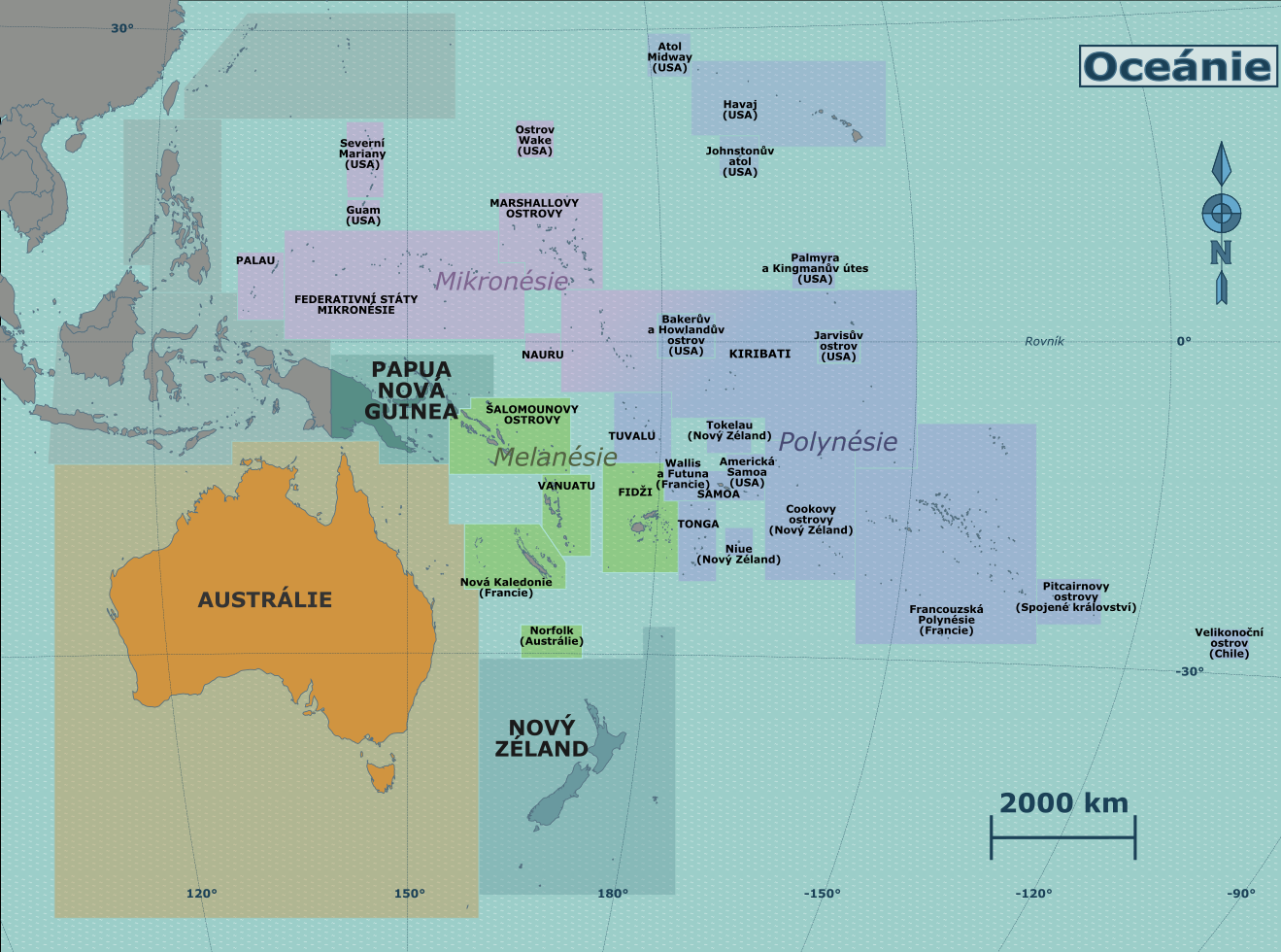
Státy a závislá území v Oceánii

### Dle statutu
| - Austrálie - Cookovy ostrovy - Federativní státy Mikronésie - Fidži - Kiribati - Marshallovy ostrovy - Nauru - Niue - Nový Zéland - Palau - Papua Nová Guinea - Samoa - Šalomounovy ostrovy - Tonga - Tuvalu - Vanuatu |  | - Austrálie: Norfolk, Ostrovy Korálového moře - Francie: Francouzská Polynésie, Nová Kaledonie, Wallis a Futuna - Chile: Velikonoční ostrov (Rapa Nui) - Nový Zéland: Tokelau - Papua Nová Guinea: Autonomní území Bougainville - Spojené království: Pitcairnovy ostrovy - USA: Americká Samoa, Guam, Havajské ostrovy, Menší odlehlé ostrovy USA, Severní Mariany |

### Dle regionu

#### Melanésie
Fidži • Indonésie (Západní Papua, popř. i souostroví Moluky a Malé Sundy) • Nová Kaledonie • Papua Nová Guinea • Šalomounovy ostrovy • Vanuatu • popř. Východní Timor

#### Mikronésie
Federativní státy Mikronésie • Guam • Kiribati • Marshallovy ostrovy • Nauru • Palau • Severní Mariany

#### Polynésie
Americká Samoa • Cookovy ostrovy • Francouzská Polynésie • Havajské ostrovy • Niue • Nový Zéland • Pitcairnovy ostrovy • Samoa • Tokelau • Tonga • Tuvalu • Velikonoční ostrov • Wallis a Futuna

### Základní údaje o státech a závislých území
| Stát / Závislé území  | Hlavní město                  | ISO 3166-2 kód | Rozloha [km²] | Počet obyvatel (rok 2018) | HDP (v paritě kupní síly) [dolarů/obyv./rok] (rok 2017) |
| --------------------- | ----------------------------- | -------------- | ------------- | ------------------------- | ------------------------------------------------------- |
| Americká Samoa        | Fagatogo (Pago Pago)          | AS             | 224           | 50 826                    | 11 200                                                  |
| Austrálie             | Canberra                      | AU             | 7 741 220     | 23 470 145                | 50 400                                                  |
| Cookovy ostrovy       | Avarua                        | CK             | 236           | 9 038                     | 16 700                                                  |
| Fidži                 | Suva                          | FJ             | 18 274        | 926 276                   | 9 800                                                   |
| Francouzská Polynésie | Papeete                       | PF             | 4 167         | 290 373                   | 17 000                                                  |
| Guam                  | Hagåtña                       | GU             | 544           | 167 772                   | 35 600                                                  |
| Kiribati              | Bairiki (Jižní Tarawa)        | KI             | 811           | 109 367                   | 2 000                                                   |
| Marshallovy ostrovy   | Majuro                        | MH             | 181           | 75 684                    | 3 600                                                   |
| Mikronésie            | Palikir                       | FM             | 702           | 103 643                   | 3 400                                                   |
| Nauru                 | není stanoveno (Yaren/Meneng) | NR             | 21            | 9 692                     | 12 300                                                  |
| Niue                  | Alofi                         | NU             | 260           | 1 618                     | 5 800                                                   |
| Norfolk               | Kingston                      | NF             | 35            | 1 748                     | 0                                                       |
| Nová Kaledonie        | Nouméa                        | NC             | 18 575        | 282 754                   | 31 100                                                  |
| Nový Zéland           | Wellington                    | NZ             | 268 838       | 4 545 627                 | 39 000                                                  |
| Palau                 | Ngerulmud                     | PW             | 459           | 21 516                    | 14 700                                                  |
| Papua Nová Guinea     | Port Moresby                  | PG             | 462 840       | 7 027 332                 | 3 700                                                   |
| Pitcairnovy ostrovy   | Adamstown                     | PN             | 47            | 54                        | 0                                                       |
| Samoa                 | Apia                          | WS             | 2 831         | 201 316                   | 5 700                                                   |
| Severní Mariany       | Saipan                        | MP             | 464           | 51 994                    | 24 500                                                  |
| Šalomounovy ostrovy   | Honiara                       | SB             | 28 896        | 660 121                   | 2 200                                                   |
| Tokelau               | každý atol má své vlastní     | TK             | 12            | 1 285                     | 1 000                                                   |
| Tonga                 | Nuku'alofa                    | TO             | 747           | 106 398                   | 5 900                                                   |
| Tuvalu                | Funafuti                      | TV             | 26            | 11 147                    | 3 800                                                   |
| Vanuatu               | Port Vila                     | VU             | 12 189        | 288 037                   | 2 700                                                   |
| Wallis a Futuna       | Matāʻutu                      | WF             | 142           | 15 763                    | 3 800                                                   |